# Kleinfrüchtiger Leindotter
Der Kleinfrüchtige Leindotter (Camelina microcarpa) ist eine Pflanzenart aus der Gattung Camelina innerhalb der Familie der Kreuzblütengewächse (Brassicaceae).
Der deutschsprachige Trivialname Leindotter bezieht sich darauf, dass andere Leindotter-Arten oft als „Unkraut“ in Lein-Äckern auftreten.

## Beschreibung

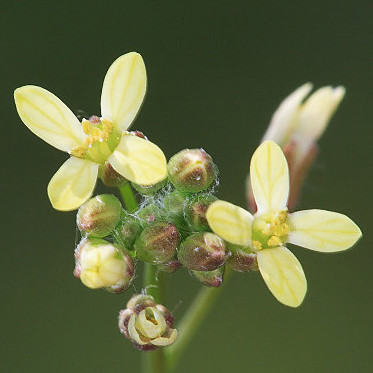
Oberster Teil eines Blütenstandes mit Blütenknospen und Blüten

### Vegetative Merkmale
Der Kleinfrüchtige Leindotter ist eine einjährige, manchmal zweijährige krautige Pflanze, die Wuchshöhen von 15 bis über 70 Zentimetern erreicht. Die wenig verzweigten, schlanken Stängel sind stark behaart.
Die wechselständig am Stängel angeordneten Laubblätter sind meist sitzend. Die behaarte, ganzrandig bis gezähnte Blattspreite ist lanzettlich oder schmal-eiförmig bis bei den ganzrandigen Stängelblättern pfeilförmig oder verkehrt-eiförmig.

### Generative Merkmale
Die Blütezeit reicht von Juni bis August. Der anfangs schirmtraubige Blütenstand enthält viele Blüten und verlängert sich bis zur Fruchtreife zu einem traubigen Fruchtstand.
Die zwittrige Blüte ist vierzählig mit doppelter Blütenhülle und ist etwa 0,5 Zentimeter breit. Es sind vier Kelchblätter vorhanden. Die vier Kronblätter sind blass-gelb und 3 bis 5 Millimeter lang. Von den sechs Staubblättern sind zwei kurz und vier lang.
Die harten Schötchen sind bei einer Länge von 4 bis 6 Millimetern birnenförmig, berandet und enthalten viele Samen.

## Vorkommen
Kleinfrüchtiger Leindotter kommt in Südosteuropa und Südwestasien in Steppen vor und wurde durch den Menschen weiter verbreitet.
Er wächst auf Brachland, an Schienen, Häfen, Mülldeponien.

## Verwendung
In Russland wurde der Kleinfrüchtige Leindotter angebaut, um aus seinen Samen Öl zu pressen, das als Speiseöl und Lampenöl verwendet wurde.